# Dynamic window approach
Dynamic Window Approach (kurz DWA; englisch für „Dynamik-Fenster-Methode“) ist eine Strategie zur Kollisionsvermeidung bei Robotern, die 1997 von Dieter Fox, Wolfram Burgard und Sebastian Thrun veröffentlicht wurde. Die Strategie nimmt dabei anders als generelle Verfahren Rücksicht auf die Dynamik des Roboters, insbesondere auf limitierte Geschwindigkeit und Beschleunigung. Sie geht dafür von allen möglichen Regelungen aus und versucht in dieser Menge die optimalen Regelung zu finden. Ziel ist die Bewegungsplanung für Roboter mit Reaktion auf eine dynamische Umgebungen und unvorhergesehene Ereignisse zur Laufzeit.
Mit DWA wird die Bewegung des Roboters nur für kleine Zeitintervalle vorausgeplant. Dabei wird die Kinematik und Dynamik des Roboters berücksichtigt, insbesondere seine Grenzen bei Geschwindigkeit und Beschleunigung. Der Suchraum für mögliche Regelungen des Roboters wird dazu auf diejenigen beschränkt, die abhängig von diesen Begrenzungen jederzeit ein sicheres Stoppen des Roboters erlauben. Zusätzlich wird der Suchraum auf Geschwindigkeiten begrenzt, die im vorausgeplanten Zeitintervall erreicht werden können. Geschwindigkeiten, die diesen Einschränkungen entsprechen, bilden das namensgebende dynamic window, das Dynamik-Fenster.
Über die möglichen translatorischen und rotatorischen Geschwindigkeiten des Dynamik-Fensters wird ein Gütefunktional maximiert. Das Gütefunktional in der ursprünglichen Publikation enthält als gewichtete Anteile
- Annäherung an den Zielpunkt
- Vorwärtsgeschwindigkeit
- Distanz der Trajektorie zum nächsten Hindernis

Die damit ermittelte Regelung sorgt also unter Vermeidung von Zusammenstößen mit Hindernissen für eine schnelle Annäherung an den Zielpunkt. In der Publikation werden Ergebnisse auf verschiedenen Roboter-Plattformen in verschiedenen Umgebungen vorgestellt, die eine robuste Hindernisvermeidung bei Geschwindigkeiten bis zu {\displaystyle 1{\tfrac {m}{s}}} ermöglichen.